# Tammo
Tammo ist ein männlicher Vorname.

## Herkunft und Bedeutung
Der Name leitet sich von dem altniederdeutschen sowie althochdeutschen Thankmar ab.
Ein gängiger Name in Skandinavien, ist Tammo im deutschsprachigen Raum auch im Norden selten und wohl noch am besten einordenbar als ein ostfriesischer Name.

## Namensträger

### Personen des Mittelalters
- Tammo (Astfala) (um 960–1037), Graf in Astfala
- Tammo von Verden († 1188), Bischof von Verden 1180–1188
- Tammo von Bocksdorf (* um 1380), Domherr zu Merseburg und Kirchenrechtler im 15. Jahrhundert

### Personen der Neuzeit
- Tammo Harder (* 1994), deutscher Fußballspieler
- Tammo Kaulbarsch (* 1974), deutscher Synchron- und Hörspielsprecher
- Tammo Luther (* 1972), deutscher Historiker und Autor
- Tammo tom Dieck (* 1938), deutscher Mathematiker
- Herman Tammo Wallinga (1925–2018), niederländischer Alt- und Marinehistoriker

## Familienname
- Maschaal Tammo (1957–2011), kurdisch-syrischer Politiker